# ウニモグ

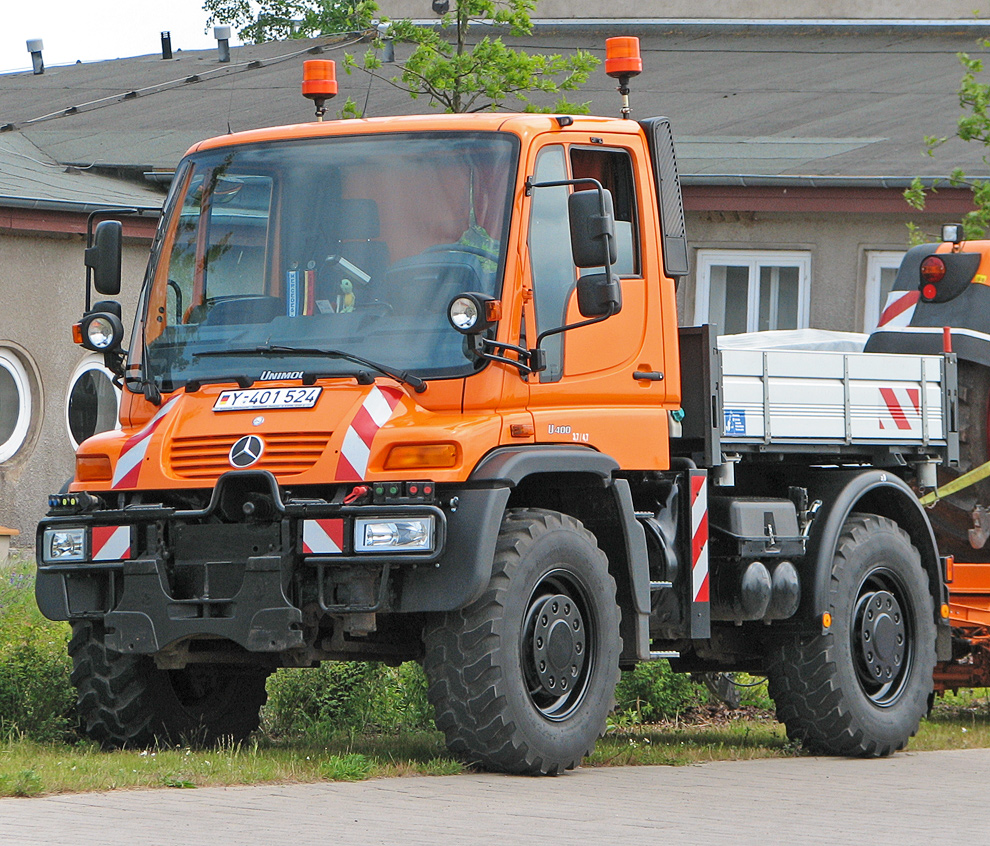
ウニモグ U400

ウニモグ (Unimog) は、ダイムラー・トラックがメルセデス・ベンツブランドで製造、販売する多目的作業用自動車である。名称はドイツ語独特の略号法である「Universal-Motor-Gerät」（直訳すると「多目的動力装置」）の太字部分を読んだものである。

## 概要

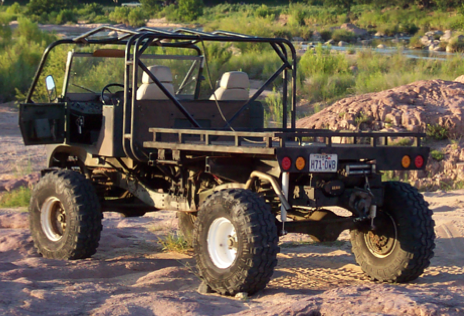
門型アクスルとハブリダクションドライブが特徴

高い最低地上高と四輪駆動方式で副変速機と逆転機を装備できることから、超低速や悪路での作業にも適している。
軍事でも輸送用や自走砲車として用いられている他、自動車競技ではダカール・ラリーを筆頭にラリーレイドのチームの荷物や補修部品を運ぶサポート車両として用いられる。また1980年代のダカール・ラリーでは競技用車両として複数回の部門制覇を果たしているが、短いホイールベースや3人乗りには小さいキャビン、（競技としては）非力なエンジンなどが高速化するラリーに合わなくなり、以降は総合優勝からは遠ざかった。その後は排気量10L未満クラスで日野自動車のライバルとして戦った。

## 歴史
1945年、戦後のドイツでかつてのダイムラー・ベンツ社の航空エンジンの元開発責任者であるアルベルト・フリードリヒ (Albert Friedrich) は、「農業用自動多目的装置」としてタイヤは同径の4輪駆動で、ホイールベースが短く、路面に応じて前輪軸と後輪軸が自在に傾斜するというコンセプトで最初のプロトタイプをデザインした。
1946年にエアハルト＆ゼーネ (Erhard und Söhne) 社と生産に関する契約を結ぶ。同年の終盤に完成したプロトタイプU6は、ガソリンエンジンを搭載していた（ダイムラー・ベンツのOM636ディーゼルエンジンの開発は未完成であったため）。
1947年の後半には25馬力を発生するOM636ディーゼルエンジンが標準搭載されることになる。なお初期のウニモグのシンボルマークは 2本の雄牛の角をUの字で模ったものであった。初期の70.200シリーズ'は、ベーリンガー (Boehringer) 社によって生産された。これはエアハルト＆ゼーネでは生産規模が足りず、また当時のメルセデス・ベンツには4輪駆動車の生産は許可されていなかったための処置。
1951年にダイムラー傘下に入り、2本の雄牛の角を模ったマークに代わってメルセデス・ベンツのエンブレム「スリーポインテッド・スター」がU401シリーズから装着された。ロングホイールベースの402シリーズを追加。
1953年、クローズドキャビンがオプション設定され、全天候型車両となる。
1955年、404Sシリーズ登場。主な顧客は西ドイツ軍（現 ドイツ連邦軍）で冷戦時代に向けての配備であった。このモデルは従来の農業用器具からより多目的な、クロスカントリートラックという意図で設計されていた。1980年までに64242台が生産された。
1956年から約1万8000台生産されたU411タイプは小型のコンクリートミキサー車としても使用されるなど、農作業以外の用途が増えてゆく。
1957年、フルシンクロメッシュギアボックスが装備され走行中のギアチェンジがスムーズになった。これは農業用トラクターとしては初の装備。
1963年、406/416ミドルシリーズの生産が開始される。これらのモデルには65馬力のOM312ディーゼルエンジンを搭載。416 (2900mm) は406 (2380mm) のロングホイールベース仕様。後期型では、OM352直噴ディーゼルエンジンが搭載された。当初は80馬力であったが、のちに110馬力までパワーアップを果たしている。オリジナル・ウニモグとミドルシリーズの中間に位置する、ライトシリーズ421/403が登場。421のホイールベースは2380mm、403は2250mmである。421にはメルセデス・ベンツの乗用車から流用した2.2L 40馬力エンジン、403はトラック部門から流用した4.8L 54馬力エンジンが搭載された。
1966年、10万台目のウニモグがガッゲナウ (Gaggenau) 工場でラインオフ。
1972年、ウニモグをベースとしたさらに大型の農業用器具としてMB Tracが登場する。このモデルは1991年まで生産された。
1974年、新型U120 ヘビーシリーズ425が登場する。
1975年、404Sの後継としてシリーズ435が登場する。
1976年、424ミドルシリーズU1000、U1300/L、U1500、U1700/Lが登場。同時期に従来モデルもモデル名が変更され、U600/L、U800/L、U900、U1100/Lとされた（Lはロングホイールベース仕様）。丸みのあるキャビンのモデルは「ライトシリーズ」で、角ばったキャビンのモデルは「ミドルとヘビーシリーズ」と呼ばれるようになる。この年から全車に4輪ディスクブレーキが装備される。
1977年、20万台目のウニモグがラインオフ。
1980年、U404 (Unimog S) が生産中止。
1985年、ライト・ミディアムシリーズの407と427が登場。
1988年、406と416が生産中止。437シリーズ登場。
1990年、新ライトシリーズ408 (U90) と418 (U110-U140) が新デザインで登場。運転席側の視界を向上するためにキャビンが左右非対称デザインとなる。新フレームワークとコイルスプリングの採用によりハンドリングの向上も図られた。タイヤ空気圧調整システム、ABSなどが採用された。
1993年、U2450 L 6×6登場。
1994年、12台限定のFunmog登場。レザーシート・カーペットなどを装備した高級仕様で15万ドイツマルク。
1996年、UX100登場。歩道や公園の植え込みなど狭い場所用の超小型モデル。UXシリーズは静油圧無段変速駆動方式を採用する。
2000年、新UGN シリーズ (UGN/405: U300/U400/U500) 登場。副変速機シフトレバーの表記は「Hi / Lo」ではなく、ウサギとカメの絵が描かれている。これは、識字率が低い発展途上国での使用を想定したものである。良路での最高速度は、最終減速比の低いアーバンウニモグでも約110km/hほどである。排気ブレーキには日本車に見られるオン・オフスイッチはなく、右足のかかとで操作する足踏み式である。作業に適した視界を確保するため、運転装置（ステアリング・ホイール、計器盤、ペダル）の左右切り替えが可能である。
2002年、生産がガッゲナウ工場からヴェルト (Wörth am Rhein) にある欧州最大のメルセデス・ベンツ・トラック工場に移管される。UHN U3000-U5000 (437.4) 登場。
2005年12月、ドバイモーターショーで、Unimog U500 Black Editionが発表される。
2006年6月、UGNシリーズは “ブルーテック (BlueTec)” テクノロジーが採用され、ユーロ 5の排ガス規制に適応する。ブルーテックモデルは、モデル名が405.101（従来型は405.100）などとなり区別されている。同年のハノーファー・商用車ショーでU20を発表。ウニモグ・シリーズ初のキャブオーバーデザイン。基本構造はU300からの流用だが、キャビンはブラジルで生産・販売されているAcceloのものを流用しコストを低減している。ホイールベースは2700mm。

## 日本
日本では高速道路会社のトンネル壁面清掃や照明器具の保守、日本電信電話で通信車、日本中央競馬会等で馬場のメンテナンス、警察の災害警備用車両、消防の耐熱救助車や震災工作車、救助工作車、鉄道の保守用軌陸車、航空自衛隊の救難車両としての使用実績がある。静岡県藤枝市には1953年製ウニモグ、北海道帯広市には1970年式ウニモグ2台が使用されている。
かつてはヤナセが輸入していたがその後ウェスタン自動車、AMGジャパンを経て2005年11月以降「ワイ・エンジニアリング株式会社（株式会社トノックスグループ）」が輸入元になる。この結果、ヤナセは自動車輸入業を完全に廃業することとなった。
2011年春、ダイムラー社から東北地方太平洋沖地震（東日本大震災）における被災地支援目的にトラックタイプの「U4000」「U5000」が各2台ずつ、計4台が三菱ふそうへと空輸され日本財団に寄贈された。

## 軍用
汎用性と不整地走破能力の高さから、各種物資や機材の運搬以外にも迫撃砲や多連装ロケットランチャー・対空機関砲を搭載して自走迫撃砲ないし自走式対空砲とするなど、様々な軍用車両のベースになっている。
また、ドイツのUR-416やTM-170、UR-425 コンドル、ATF ディンゴ、南アフリカ共和国のブッフェルやマンバなど、ウニモグのシャーシに装甲化された車体を乗せるかたちで装甲車を開発するベースにする例も多い。

## ギャラリー

### 民生用

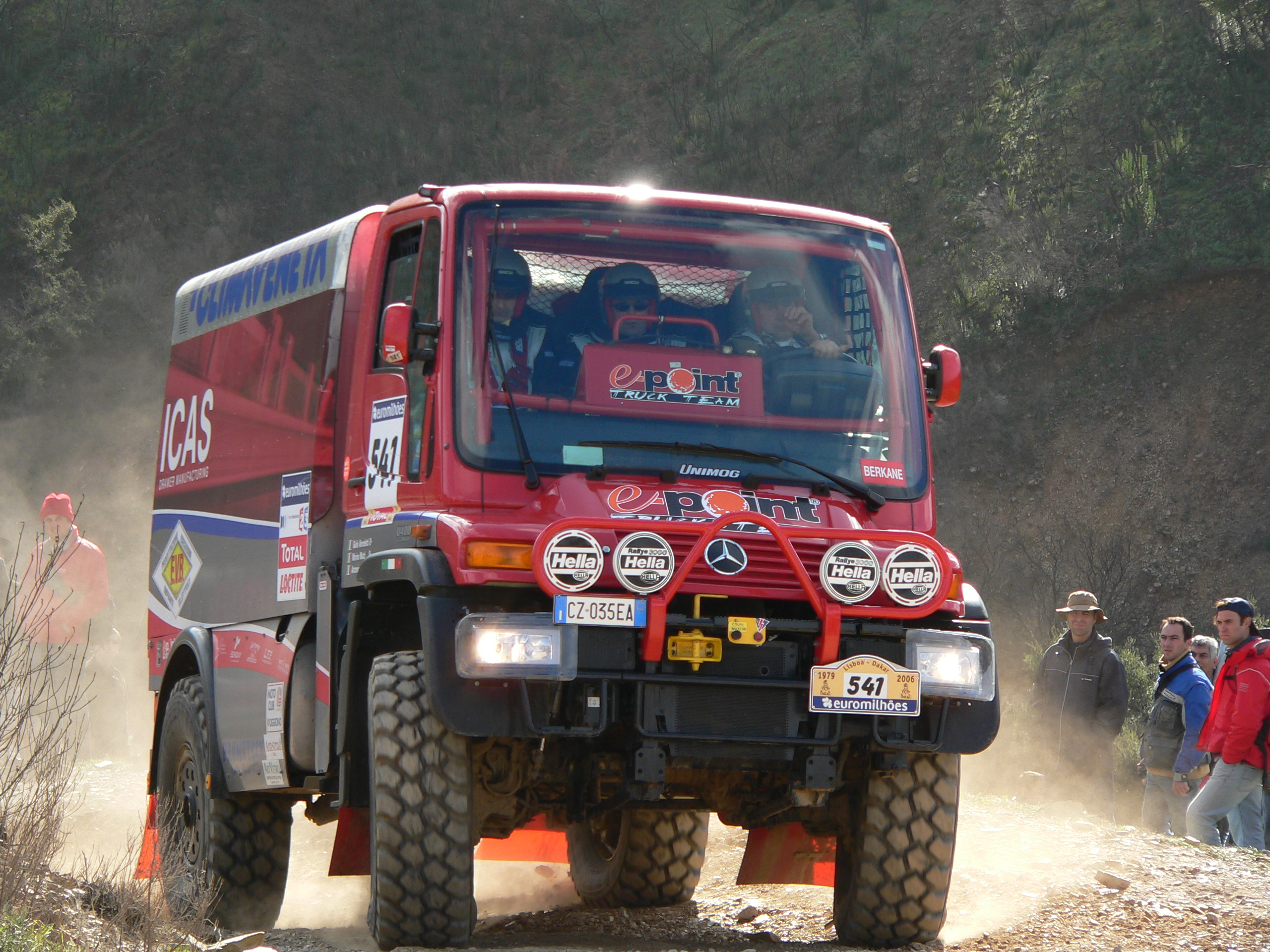
ダカール・ラリー2006 出場車
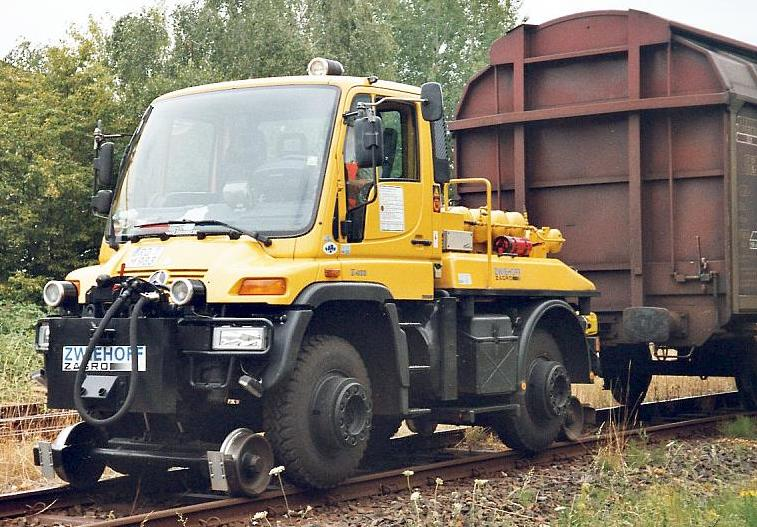
U400 軌陸車
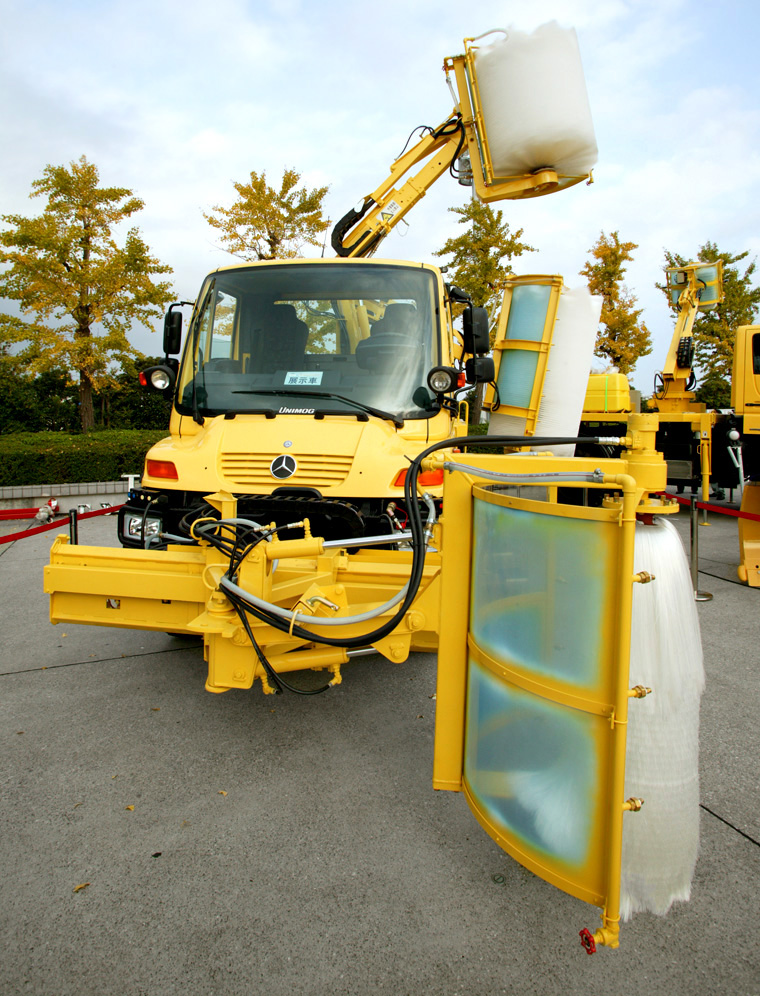
U400 トンネル壁面洗浄車
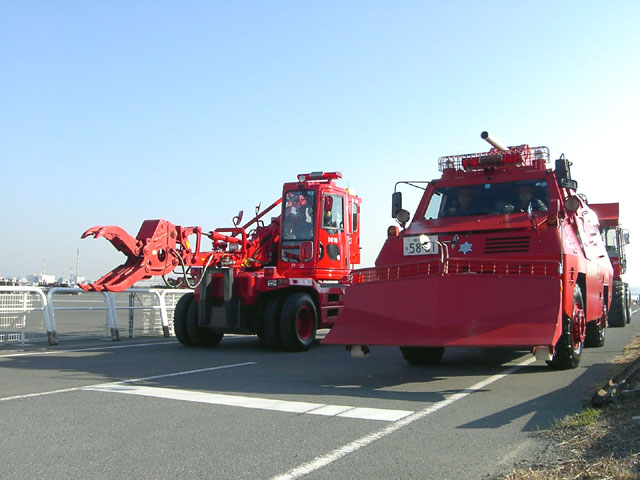
横浜市消防局の耐熱救助車（右）
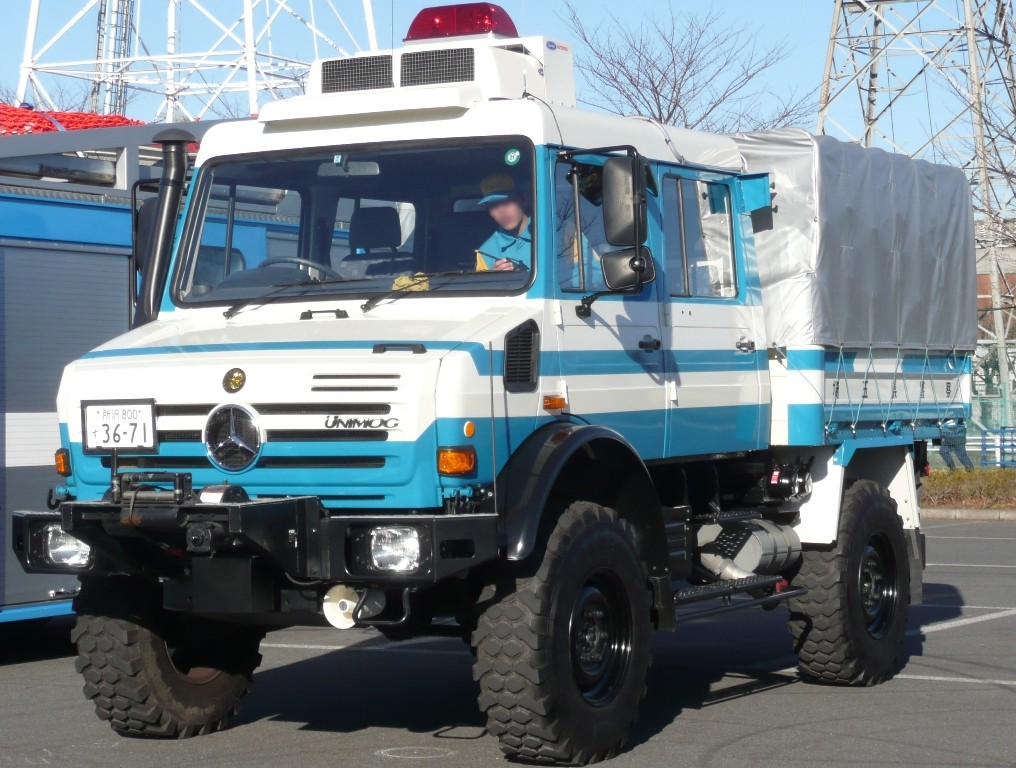
機動隊の多目的災害活動車
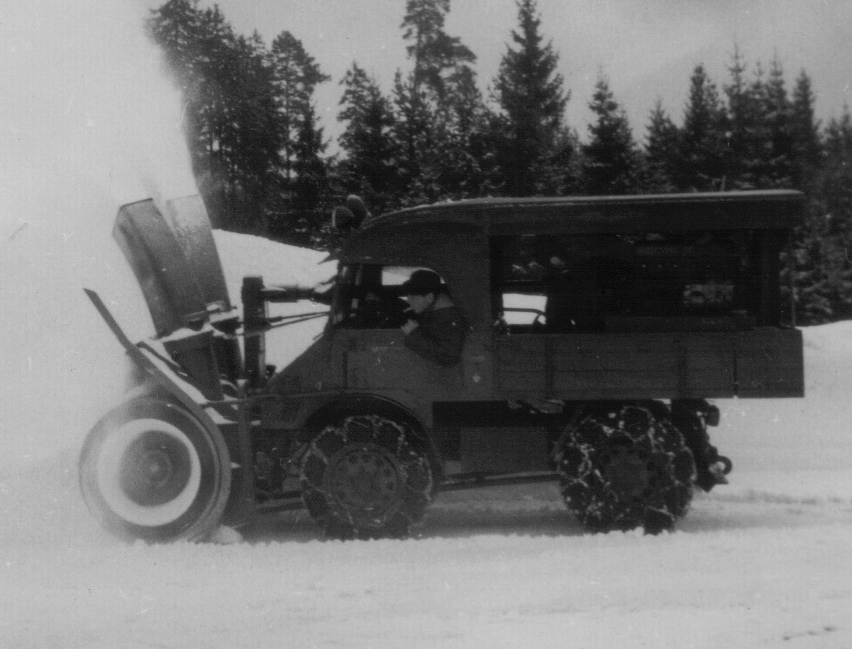
1955年ごろの除雪車
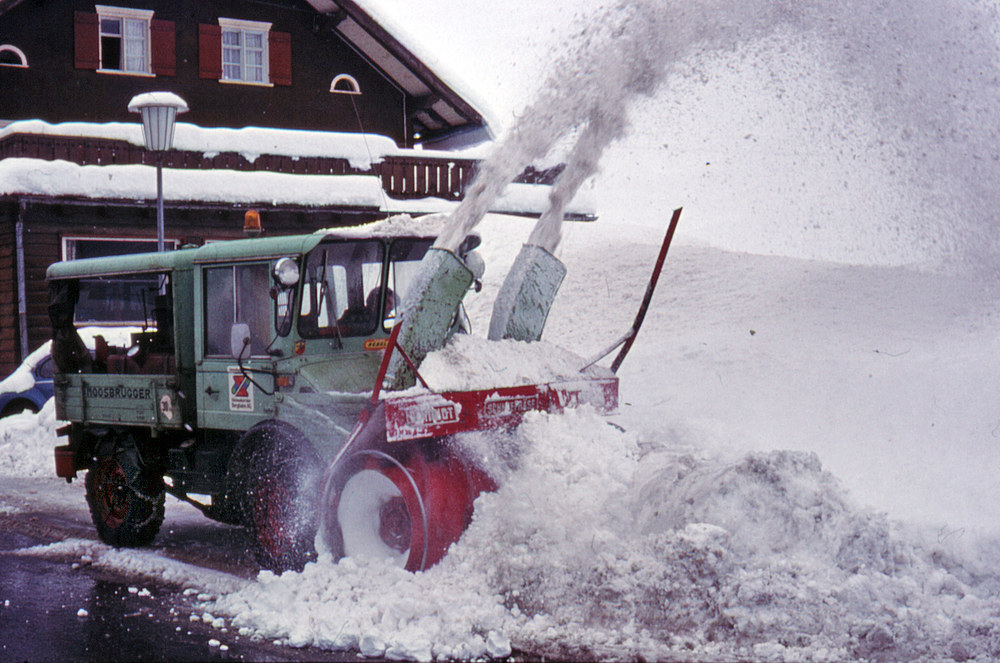
1970年代の除雪車

### 装甲車・軍用車

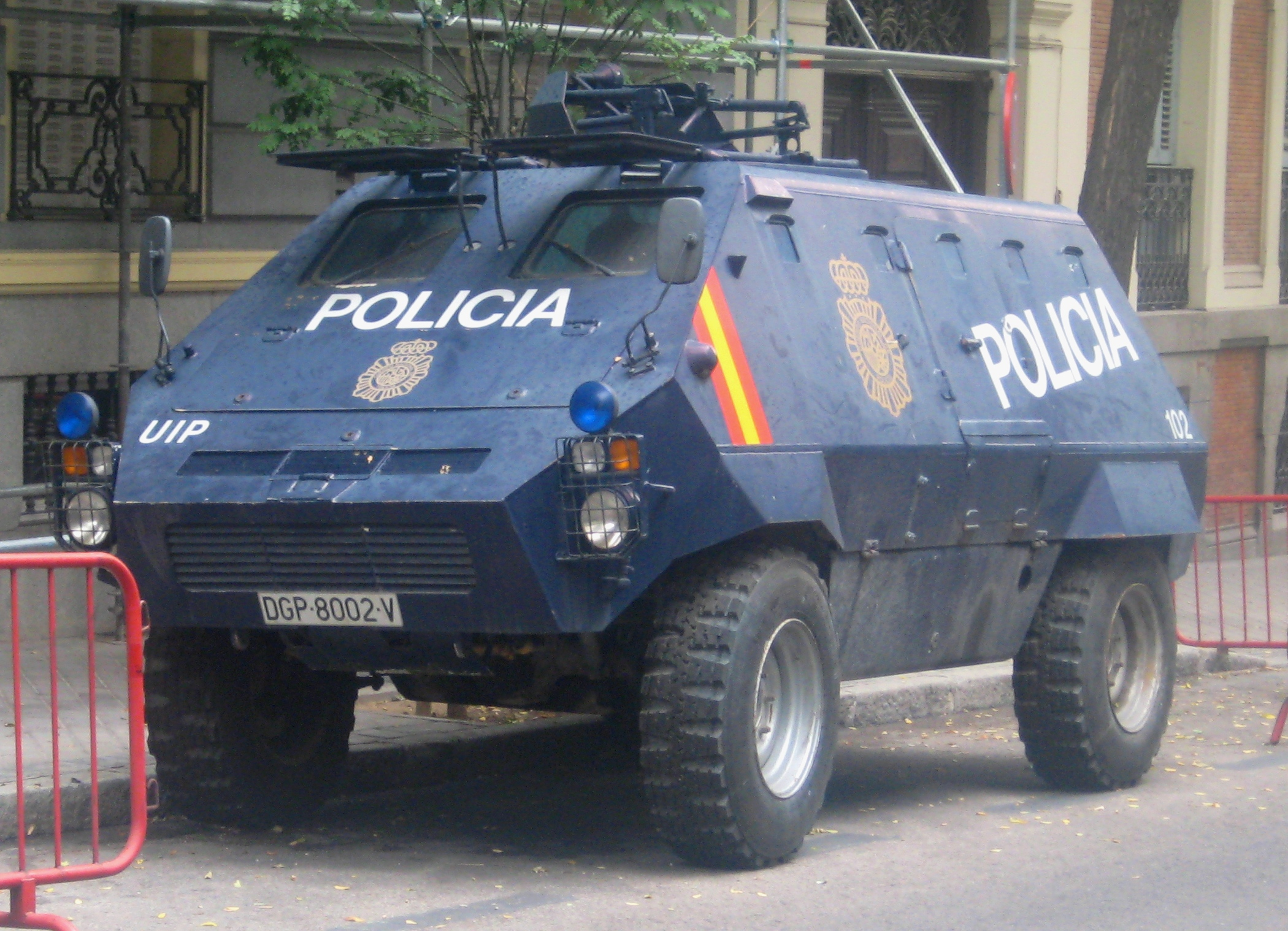
UR-416装甲兵員輸送車
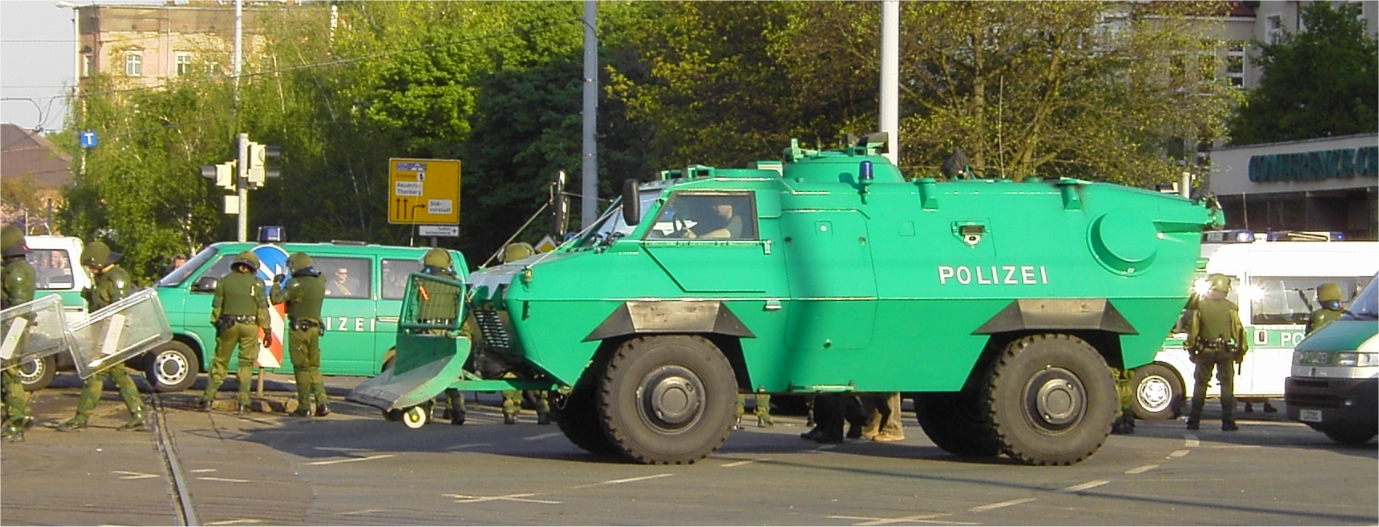
ドイツ連邦警察のTM-170装甲兵員輸送車
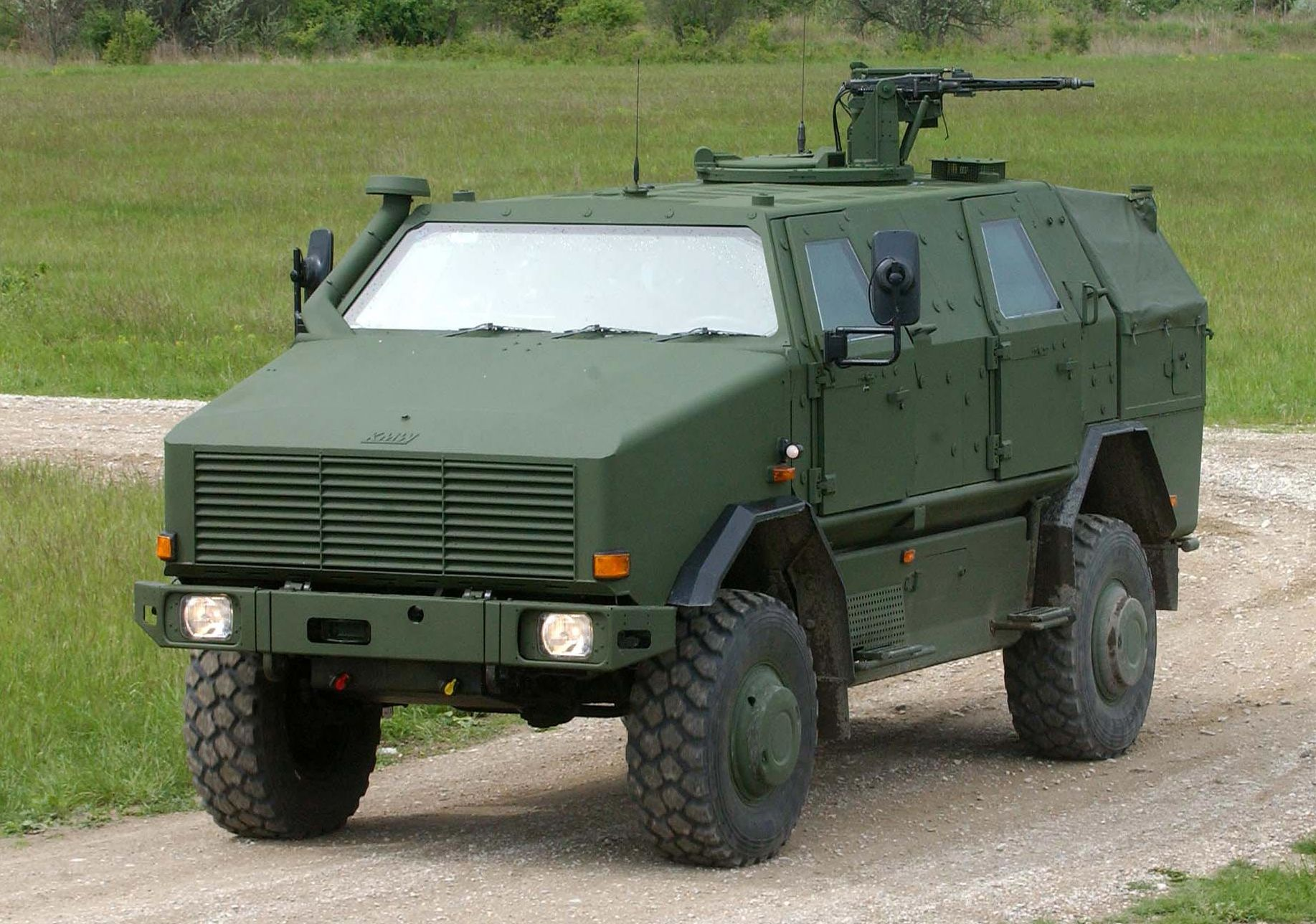
ATF ディンゴ
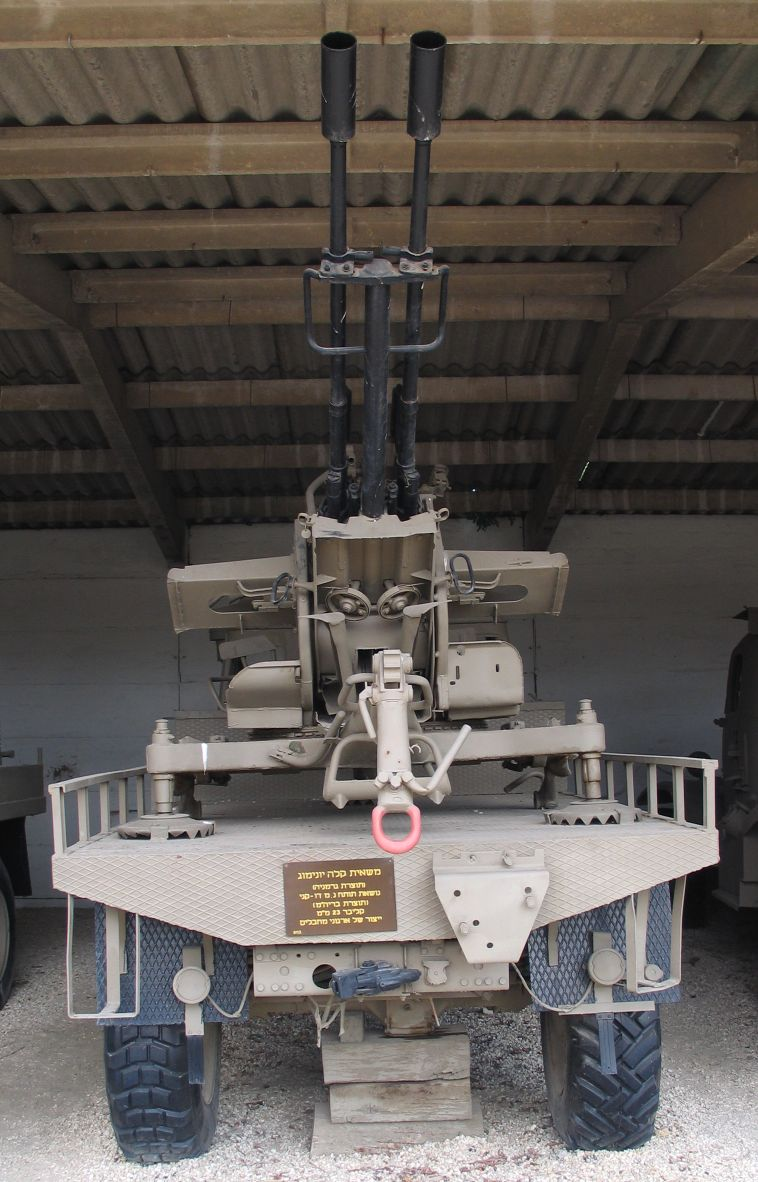
ZU-23-2対空機関砲搭載
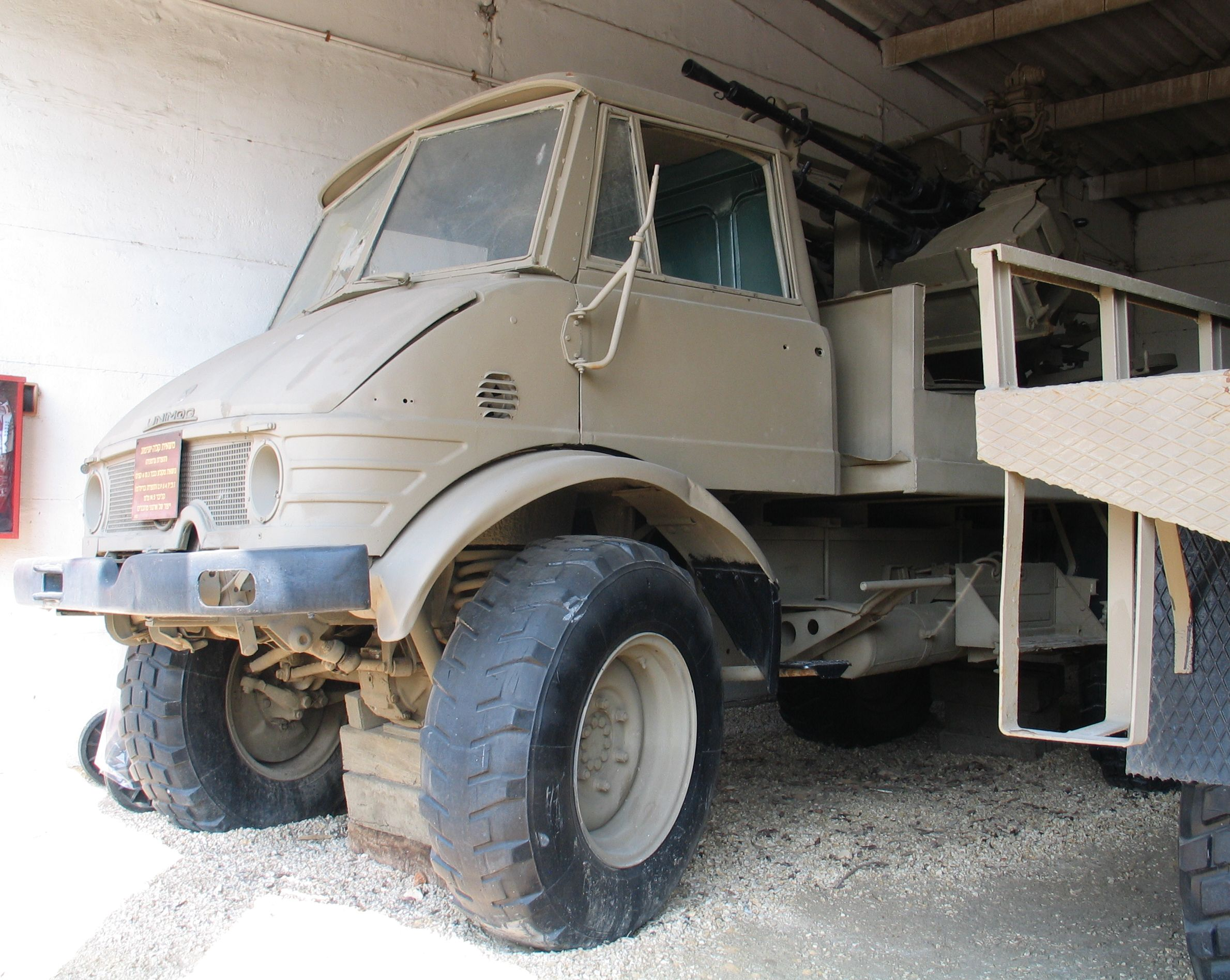
ZPU-4対空機関銃搭載
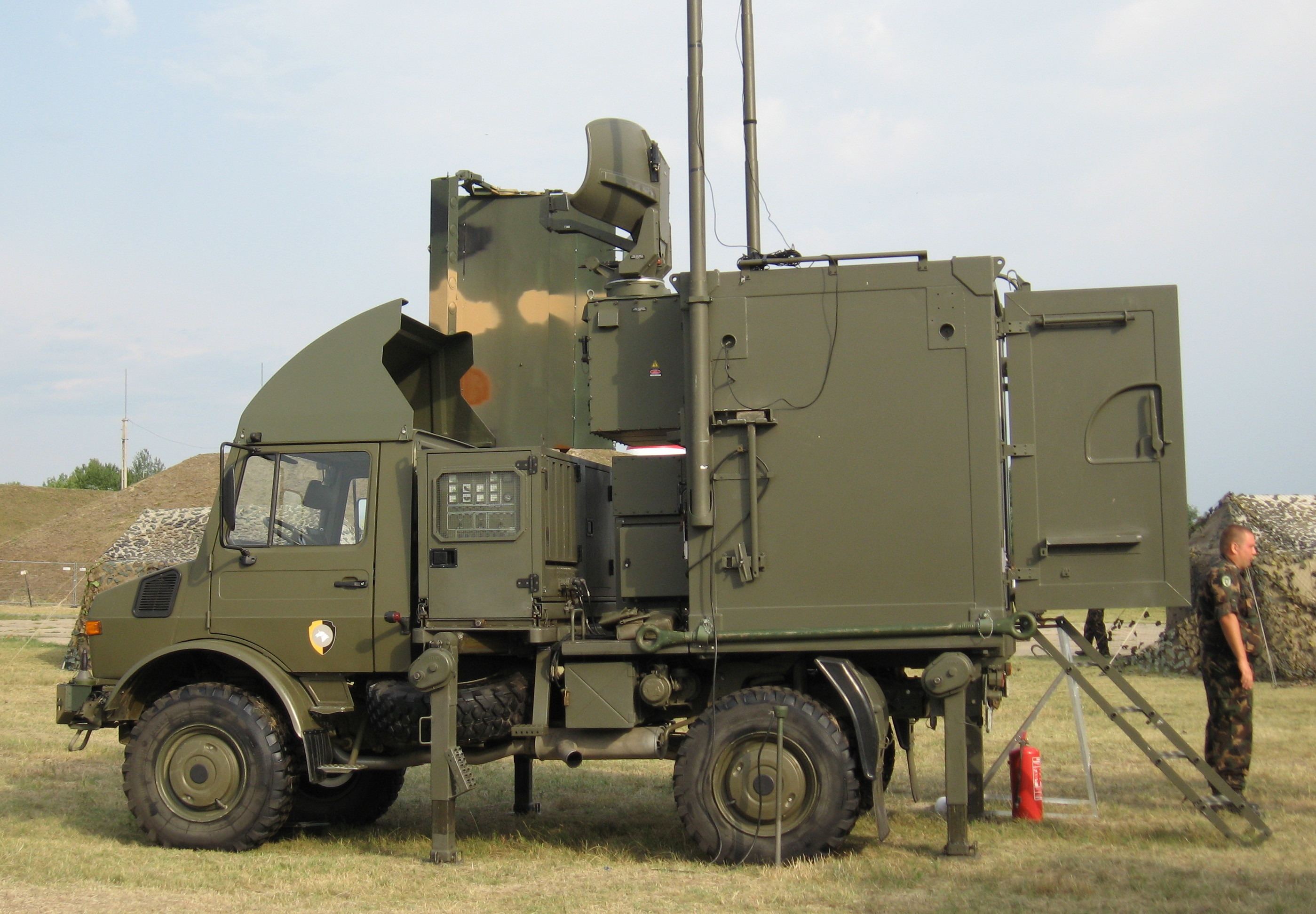
ハンガリー陸軍が運用する、ミストラル近距離対空ミサイルシステムの対空レーダー車